# Guer Communauté
La Guer Communauté est une ancienne communauté de communes française, située dans le département du Morbihan, en région Bretagne.

## Toponymie
Attesté sous la forme Wern en 835, puis Guern au XIIe siècle, ce nom de lieu a par la suite perdu son -n final. Mais l'origine semble clair : le mot breton gwern, issu du mot gaulois verno. À l'origine, en gaulois, ce mot indique l' "aulne" - mais en breton, gwern peut également signifier le "marais" - l'un n'excluant pas l'autre, l'aulne est un arbre qui aime beaucoup l'humidité, et qu'on trouve fréquemment au bord des marais.

## Histoire
La communauté de communes du pays de Guer a été créée en 1994.
Le 1er janvier 2014, la commune de Beignon rejoint la communauté de communes. À cette même date, le nom  de l'établissement change et devient Guer Communauté.
Elle fusionne le 1er janvier 2017, dans le cadre de la loi NOTRe, avec la Communauté de communes du pays de La Gacilly et la communauté de communes du Val d'Oust et de Lanvaux pour former l'intercommunalité De l'Oust à Brocéliande Communauté.

### Identité visuelle (logo)

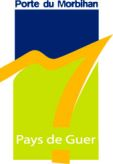
Ancien logo de la Communauté de communes du pays de Guer
Logo de la Communauté de communes du pays de Guer (depuis mars 2013)

## Composition
Guer Communauté regroupe sept communes :
| Nom                   | Code Insee | Gentilé       | Superficie (km2) | Population (dernière pop. légale) | Densité (hab./km2) |
| --------------------- | ---------- | ------------- | ---------------- | --------------------------------- | ------------------ |
| Guer (siège)          | 56075      | Guérois       | 52,11            | 6 292 (2014)                      | 121                |
| Augan                 | 56006      | Alganais      | 40,93            | 1 566 (2014)                      | 38                 |
| Beignon               | 56012      | Beignonnais   | 24,87            | 1 839 (2014)                      | 74                 |
| Monteneuf             | 56136      | Monténeuviens | 30,62            | 785 (2014)                        | 26                 |
| Porcaro               | 56180      | Porcaréens    | 15,73            | 698 (2014)                        | 44                 |
| Réminiac              | 56191      | Réminiacois   | 12,15            | 377 (2014)                        | 31                 |
| Saint-Malo-de-Beignon | 56226      | Maloins       | 3,49             | 502 (2014)                        | 144                |

## Administration

### Liste des présidents
| Période | Période       | Identité        | Étiquette                | Qualité                                                              |
| ------- | ------------- | --------------- | ------------------------ | -------------------------------------------------------------------- |
| 1994    | 2001          | Gurval Colléaux | UDF-CDS                  | Maire de Guer (1982 → 2001) Conseiller général de Guer (1982 → 1994) |
| 2001    | décembre 2016 | Jean-Luc Bléher | UDF puis UMP puis AC-UDI | Maire de Guer (2001 → )                                              |